# أرتيوم كوليكوف
أرتيوم كوليكوف (بالروسية: Куликов, Артём Анатольевич)‏ هو لاعب كرة قدم ومدرب كرة قدم روسي في مركز الهجوم، ولد في 30 يناير 1980 في أستراخان في روسيا. لعب مع سيسكا موسكو ونادي فولغا نيجني نوفغورود ونادي كراسنودار.